# Melidectes
Genre
Melidectes est un genre d'oiseaux de la famille des Meliphagidae.

## Liste des espèces
Selon la classification de référence du Congrès ornithologique international (version 14.1, 2024) :
- Melidectes ochromelas (Meyer, AB, 1874) — Méliphage à sourcils roux
- Melidectes leucostephes (Meyer, AB, 1874) — Méliphage à face blanche
- Melidectes rufocrissalis (Reichenow, 1915) — Méliphage de Reichenow
- Melidectes foersteri (Rothschild & Hartert, 1911) — Méliphage de Foerster
- Melidectes belfordi (De Vis, 1890) — Méliphage de Belford
  - Melidectes belfordi joiceyi (Rothschild, 1921)
  - Melidectes belfordi kinneari Mayr, 1936
  - Melidectes belfordi schraderensis Gilliard & LeCroy, 1968
  - Melidectes belfordi belfordi (De Vis, 1890)
  - Melidectes belfordi brassi Mayr & Rand, 1936
  - Melidectes rufocrissalis rufocrissalis (Reichenow, 1915)
  - Melidectes rufocrissalis thomasi Diamond, 1969
  - Melidectes rufocrissalis stresemanni Mayr, 1931
- Melidectes torquatus Sclater, PL, 1874 — Méliphage maquillé
  - Melidectes torquatus cahni Mertens, 1923
  - Melidectes torquatus emilii Meyer, AB, 1886
  - Melidectes torquatus polyphonus Mayr, 1931
  - Melidectes torquatus torquatus Sclater, PL, 1874